# 보이치에흐 브루제프스키

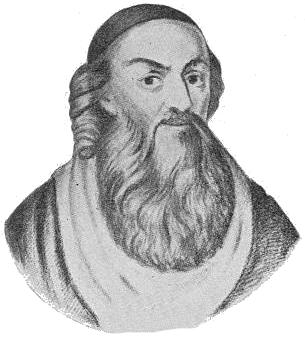

보이치에흐 브루제프스키(폴란드어: Wojciech Brudzewski, 1445년경 - 1497년경)는 중세 말기 폴란드의 천문학자, 외교관이다. 한미한 출신으로, “브루제프스키”는 성이 아니라 “브루제보 출신 남자”라는 뜻이다. 학자로서는 알베르투스 데 브루제보(라틴어: Albertus de Brudzewo)라는 라틴어 이름을 사용했다.
1445년경 폴란드 왕국 칼리시주의 브루제보에서 태어났다. 초기생이 어떠했는지에 관해서는 사료가 거의 없다. 23세에 크라쿠프 한림원(오늘날의 야기에우워 대학교)에 입학했다고 알려져 있을 뿐, 그 이전의 행적은 불명이다. 크라쿠프에서 학위를 받은 뒤 계속 머무르며 이후 20여년을 교수로서 재직했다. 한림원 학장, 회계총무(procurator), 헝가리인 기숙사 사감 등을 역임했다.
알베르투스는 교수자로서 능력이 출중했다. 지식이 방대하고 강의전달력도 좋아서 학생들에게 인기가 많았다. 1490년 신학학사 과정을 수료한 뒤로는 천문학, 수학 뿐 아니라 아리스토텔레스 철학도 가르치게 되었다. 알베르투스의 제자로는 1491년 입학한 니콜라우스 코페르니쿠스가 가장 유명하고, 그 밖에도 폴란드인 수학자 베르나르트 바포프스키, 독일인 인문학자 콘라트 켈테스도 있다.
알베르투스는 오스트리아 천문학자 게오르크 폰 포이어바흐의 『행성론』과 프로이센 천문학자 레기오몬타누스의 『천문표』에 통달하였다. 알베르투스는 지구중심설(천동설)에 대해 회의적이었다. 또한 달의 궤도가 타원형이며 달은 언제나 지구에 같은 면을 바라본다고 처음 진술한 사람이기도 하다.
1495년, 알베르투스는 프리데리크 야기엘론치크 추기경의 주선으로 빌뉴스로 가서 리투아니아 대공 알렉산데르 야기엘론치크의 서기관이 되었다. 알베르투스는 알렉산데르 대공 밑에서 외교관으로서 봉직했는데, 그가 수행한 중요한 임무로는 모스크바의 짜르 이반 4세와 교섭한 것 등이 있다. 빌뉴스에서 알베르투스는 Conciliator라는 논문을 썼는데, 그 원본은 아직 발견되지 못하고 있다.
브루제보 사람 알베르투스는 빌뉴스에서 죽었다. 정확히 언제 죽었는지는 알려져 있지 않은데, 기록에 따라 죽었을 때 나이가 50세 정도였다고 한다.